# Seyran Ateş
Seyran Ateş (nascuda el 20 d'abril de 1963) és una advocada alemanya i una feminista musulmana. Va fundar la mesquita Ibn Ruschd-Goethe el 2017, com el primer lloc de culte liberal per als musulmans d'Alemanya. Ateş és més coneguda per desafiar les idees convencionals de l'ensenyament islàmic amb l'obertura d'una mesquita a Berlín que trenca amb els preceptes tradicionalistes del que significa ser musulmà.

## Primers anys
Ateş va néixer a Istanbul, Turquia, de mare turca i pare kurd. La seva família es va traslladar a Berlín Occidental quan tenia sis anys, durant el període de l'acord de contractació d'Alemanya Occidental amb Turquia de 1961 a 1973. Durant aquests 12 anys, 867.000 ciutadans turcs van arribar a Alemanya Occidental, dels quals 367.000 van romandre al país (vegeu: Turcs a Alemanya). A mesura que va madurar, Ateş es va sentir cada cop més en desacord amb les rígides expectatives de la seva família. Als 17 anys va marxar de casa per evitar un matrimoni concertat. Ateş va destacar a l'escola i va estudiar dret a la Universitat Lliure de Berlín.

## Carrera
Mentre treballava en un centre de dones el 1984, un nacionalista turc li va disparar al coll ("els seus motius exactes no estan clars" fins i tot una generació després, segons el New York Times). La clienta que estava assessorant va ser assassinada per l'atacant i Ateş, durant la seva llarga recuperació, va decidir dedicar-se encara més a ajudar les dones d'origen turc a aconseguir els seus drets a Alemanya. Practica l'advocacia des de 1997, especialitzada en dret penal i dret de família.
Les seves opinions, molt crítiques amb una societat musulmana immigrant que sovint és més conservadora que la seva homòloga a Turquia, l'han posat en risc. El seu llibre Der Islam braucht eine sexuelle Revolution, es va publicar a Alemanya el 2009. En una entrevista al gener de 2008 a la Radio Pública Nacional, Ateş va declarar que s'amagava i que no treballaria en nom de les dones musulmanes públicament (inclòs als tribunals), a causa de les amenaces contra ella. En un incident concret, ella i el seu client van ser atacats pel marit d'una dona en un jutjat alemany davant d'uns espectadors que no van fer res.
Ateş va obrir la mesquita Ibn Ruschd-Goethe el 2017, situada en una església. És l'única mesquita liberal d'Alemanya, és a dir, una on homes i dones resen junts, i les dones poden prendre el paper d'imam dirigint una pregària. L'autoritat religiosa turca i el Consell de la Fatwa egípcia de la Universitat d'al-Azhar han condemnat el seu projecte, i ha rebut amenaces de mort. La fatwa abastava totes les mesquites liberals presents i futures.
Segons Ateş, molts musulmans liberals no es presenten a causa de les amenaces i la por.
El maig de 2018 es va convertir en ambaixadora de l'associació registrada intaktiv e.V., que s'oposa a la circumcisió dels infants masculins. (vegeu Controvèrsies de la circumcisió#Controvèrsia a Alemanya.) És membre del consell assessor de l'Institut für Weltanschauungsrecht.
El 2021 el documental Seyran Ateş: Sex, Revolution and Islam presenta la seva vida com a feminista, advocada i fundadora de la mesquita. La pel·lícula es va classificar per a 24 festivals de cinema a tot el món and received mostly positive reviews.

## Honors
El 2005, va ser nominada al Premi Nobel de la Pau com a part del projecte 1000 dones de pau.
El març de 2007, Ates va rebre un premi a la defensa dels drets humans de la seva alma mater.
L'octubre de 2019, Ates va guanyar el Premi de Drets Humans de la Universitat d'Oslo.

## Treballs seleccionats
- "Bei Trennung: Tod", in: Robertson-von Trotha, Caroline Y. (ed.): Tod und Sterben in der Gegenwartsgesellschaft. Eine interdisziplinäre Auseinandersetzung (= Kulturwissenschaft interdisziplinär/Interdisciplinary Studies on Culture and Society, Vol. 3), Baden-Baden 2008
- Große Reise ins Feuer: Die Geschichte einer deutschen Türkin, Reinbek bei Hamburg 2006
- "Individualität: Ich sein oder Ich haben?", in: Flensburger Hefte, Nr. 87, Flensburg 2005